# 阿尔沃斯塔市镇
阿尔沃斯塔市镇（瑞典語：Alvesta kommun）是瑞典南部克鲁努贝里省的一个市镇。其治所位于阿尔沃斯塔。